# One Milkali (One Blood)
One Milkali (One Blood) ist ein Lied des australischen Synthiepop-Duos Electric Fields. Mit ihm vertrat es Australien beim Eurovision Song Contest 2024.

## Hintergrund
Das Lied wurde von den Mitgliedern des Duos Michael Ross und Zaachariaha Fielding geschrieben und von den beiden gemeinsam mit Luke Million produziert. Es wurde vom Sender SBS intern ausgewählt. Das Lied enthält wie andere des Duos auch Gesang auf Englisch und der Aborigines-Sprache Yankunytjatjara. Es wurde schon 2019 als möglicher Beitrag für die Teilnahme des Duos bei Eurovision – Australia Decides in jenem Jahr geschrieben. Er wurde ursprünglich von einem Gemälde von Robert Fielding, Zaachariaha Fieldings Vater mit dem Titel Milkali Kutju inspiriert, das zeigt, wie Australier mit und ohne Abstammung von den Aborigines zusammenarbeiten.

## Inhalt
In einer Pressemitteilung des australischen Senders SBS erklärte das Duo, dass sich der Titel des Liedes auf dessen Botschaft beziehe, sich für Zusammengehörigkeit einzusetzen. Die beiden bezogen dies auf die Kultur der Aborigines: „Die Kultur der Aborigines hat eine Art, mit Situationen umzugehen … Man muss niemanden angreifen, um zu bekommen, was man will. Man kann es tatsächlich durch Dialog lösen.“ Das Lied thematisiere zudem, „wie wichtig und unbedeutend wir in der Welt sind“ und wurde als Plädoyer dafür verstanden, dass alle Mitglieder der Gesellschaft als Einheit zum Wohle der Allgemeinheit zusammenkommen. Ross äußerte auch den Wunsch, das Lied angesichts des Israel-Hamas-Krieges als „Werkzeug zur Heilung“ einzusetzen.

## Eurovision Song Contest
Beim Eurovision Song Contest 2024 in der Malmö Arena in Malmö, Schweden, wurde der Song zunächst im ersten Halbfinale am 7. Mai aufgeführt. Bei der Auslosung am 30. Januar 2024 wurde ihm die zweite Hälfte zugelost. Am 26. März 2024 wurde ihm dort der 13. Startplatz zugeteilt. Er konnte sich nicht für das Finale qualifizieren und erreichte mit 41 Punkten den 11. Platz im Halbfinale.